# Sarah Woodward
Sarah Woodward (Londra, 3 aprile 1963) è un'attrice britannica.

## Biografia
Figlia di Edward Woodward e sorella di Tim Woodward, Sarah Woodward è nota soprattutto come interprete teatrale a Londra e a Broadway. Per la sua performance in Tom & Clem ha vinto il Laurence Olivier Award alla miglior performance in un ruolo non protagonista nel 1998 e due anni dopo è stata candidata al Tony Award alla miglior attrice non protagonista in uno spettacolo per la sua performance in The Real Thing a Broadway.

## Vita privata
Dal 2000 è sposata con l'attore Patrick Toomey, da cui ha avuto due figlie.

## Filmografia parziale
- Poirot (Agatha Christie's Poirot) – serie TV, episodio 4x02 (1992)
- Doctors – serial TV, puntate 11x21-12x02 (2009-2010)
- Law & Order: UK – serie TV, episodio 3x07 (2010)
- Il giovane ispettore Morse (Endeavour) – serie TV, episodio 2x04 (2014)
- Le regine del mistero (Queen of Mystery) – serie TV, 12 episodi (2019-2021)
- Un cavallo per la strega (The Pale Horse), regia di Leonora Lonsdale – miniserie TV (2020)
- Professor T. – serie TV, 18 episodi (2021-in corso)
- Delitti in Paradiso (Death in Paradise) – serie TV, episodio 12x01 (2023)
- L'ispettore Barnaby (Midsomer Murders) – serie TV, episodio 24x01 (2023)
- House of the Dragon – serie TV, episodio 2x05 (2024)
- The Veil – miniserie TV, puntata 1x06 (2024)

## Doppiatrici italiane
Nelle versioni in italiano delle opere in cui ha recitato, Sarah Woodward è stata doppiata da:	
- Melina Martello ne Il giovane ispettore Morse
- Barbara Castracane in The Veil